# Ratufa macroura
Ratufa macroura — велика деревна вивірка з роду Ratufa, поширена у високогір’ях центральної та провінцій Ува Шрі-Ланки, а також у ділянках прибережних лісів уздовж річки Кавері та в гірських лісах Карнатаки, Таміла. Штати Наду і Керала на півдні Індії. Міжнародний союз охорони природи (IUCN) перераховує цей вид як перебуває під загрозою зникнення через втрату середовища існування та полювання.

## Опис
R. macroura — найменша з гігантських вивірок, що зустрічаються на Індійському субконтиненті, з довжиною голови та тіла від 25 до 45 см, а хвіст має приблизно такий самий або більший розмір із загальною довжиною від 50 до 90 см. Має маленькі округлі вуха з загостреними пучками. Площа проживання особини становить від 1970 до 6110 м².
Підвид dandolena має дорсально коричневий колір, посипаний білим. Черевна світло-коричнево-кремова. Хвіст покритий білим хутром. Лоб і лапи чорного кольору. Тоді як ssp. melamochra, верхні частини чорні як смуга, що контрастує з коричнево-кремовою та оранжево-жовтою черевною поверхнею. Хвіст покритий чорною шерстю. Морда обох підвидів мають рожевий колір.
Зір у них хороший, що допомагає їм виявляти хижаків. Їх слух відносно слабкий. Вигук уривчастий і гучний з повторюваним пронизливим регітанням. Зазвичай його вимовляють вранці і ввечері. Низьке "чурр" також використовується для спілкування з найближчими групами.
Китиці, як правило, п’ятипалі, мають чотири пальці та рудиментарний великий палець. Пальці мають великі широкі м’які подушечки, де внутрішня подушечка розширена для захоплення під час руху по гілках. Лапи також складаються з м’яких подушечок, а передні та задні кінцівки мають довгі гострі кігті.

## Середовище проживання та екологія
Це денний і деревний вид. Зустрічається в тропічних сухих листяних і гірських лісах, де він приурочений до річкових ареалів. Він має час генерації ~7-8 років.